# Tupolev Tu-95
Tupolev Tu-95 (Tên hiệu NATO Bear) là loại máy bay ném bom chiến lược hạng nặng và mang tên lửa hành trình thành công nhất và có thời gian phục vụ lâu nhất của Tupolev, được chế tạo tại Liên bang Xô viết trong cuộc Chiến tranh Lạnh.
Đi vào phục vụ từ năm 1956, đến thời điểm năm 2017, Tu-95 vẫn còn đang hoạt động tích cực, và được dự tính tiếp tục hoạt động trong Không quân Nga ít nhất tới năm 2040. Tu-95 sử dụng bốn động cơ tuốc bin cánh quạt Kuznetsov NK-12 với cánh quạt kép đồng trục quay ngược chiều nhau và hiện vẫn là chiếc máy bay cánh quạt có tốc độ cao nhất đang hoạt động. Để có tốc độ như vậy, chiếc máy bay này sử dụng cánh nghiêng phía sau góc 35 độ - góc khá nhỏ theo tiêu chuẩn máy bay cánh quạt.
Tới nay, đây vẫn là loại máy bay ném bom chiến lược sử dụng động cơ tuốc bin cánh quạt duy nhất từng hoạt động. Một phiên bản dùng cho hải quân của loại máy bay này được đặt tên định danh Tu-142.
Tu-95 có thể được xem như "một đối trọng" với pháo đài bay B-52 của Không quân Mỹ. Một phần lý do dẫn tới quãng thời gian hoạt động cao và sự hữu dụng này, giống như B-52, đó là cấu hình của Tu-95 thích hợp cho việc chuyển đổi cho nhiều mục đích sử dụng: tính đến năm 2018, trong số trên 500 chiếc Tu-95 được chế tạo, chỉ có 13 chiếc bị mất do tai nạn, chiếm 2,6% số máy bay được chế tạo, trong khi B-52 có tỷ lệ tai nạn lên tới 12,6% số máy bay được chế tạo

## Tổng quan
Trong một thời gian dài, Tu-95 được giới tình báo phương Tây biết đến với tên gọi Tu-20. Tuy đây là tên định danh ban đầu của Không quân Liên Xô cho chiếc máy bay này, tới khi nó được biên chế vào các đơn vị chiến đấu, nó đã trở nên nổi tiếng hơn với tên định danh nội bộ Tu-95 của Tupolev. Cái tên Tu-20 nhanh chóng không còn được dùng ở Liên bang Xô viết. Bởi cái tên Tu-20 được dùng trên rất nhiều tài liệu giới tình báo phương Tây thu thập được, nên nó vẫn tiếp tục được dùng bên ngoài Liên bang Xô viết.
Giống như đối thủ B-52 của Mỹ, Tu-95 vẫn tiếp tục hoạt động tích cực trong Không quân Nga khi rất nhiều bản thiết kế khác đã xuất hiện và biến mất. Một phần lý do dẫn tới quãng thời gian hoạt động cao và sự hữu dụng này, giống như B-52, là nó thích hợp chuyển đổi sử dụng cho nhiều mục đích. Trong khi ban đầu Tu-95 chỉ được dự định thiết kế cho các loại vũ khí hạt nhân, sau này nó đã được chuyển đổi để thực hiện rất nhiều vai trò khác, như triển khai tên lửa hành trình, tuần tra biển (Tu-142), AWACS (Tu-126) và thậm chí là cả máy bay chở khách dân sự (Tu-114). Trong và sau thời Chiến tranh Lạnh, tính năng sử dụng như một phương tiện triển khai vũ khí của Tu-95 chỉ chịu nổi tiếng sau tính biểu tượng ngoại giao của nó.

## Lịch sử

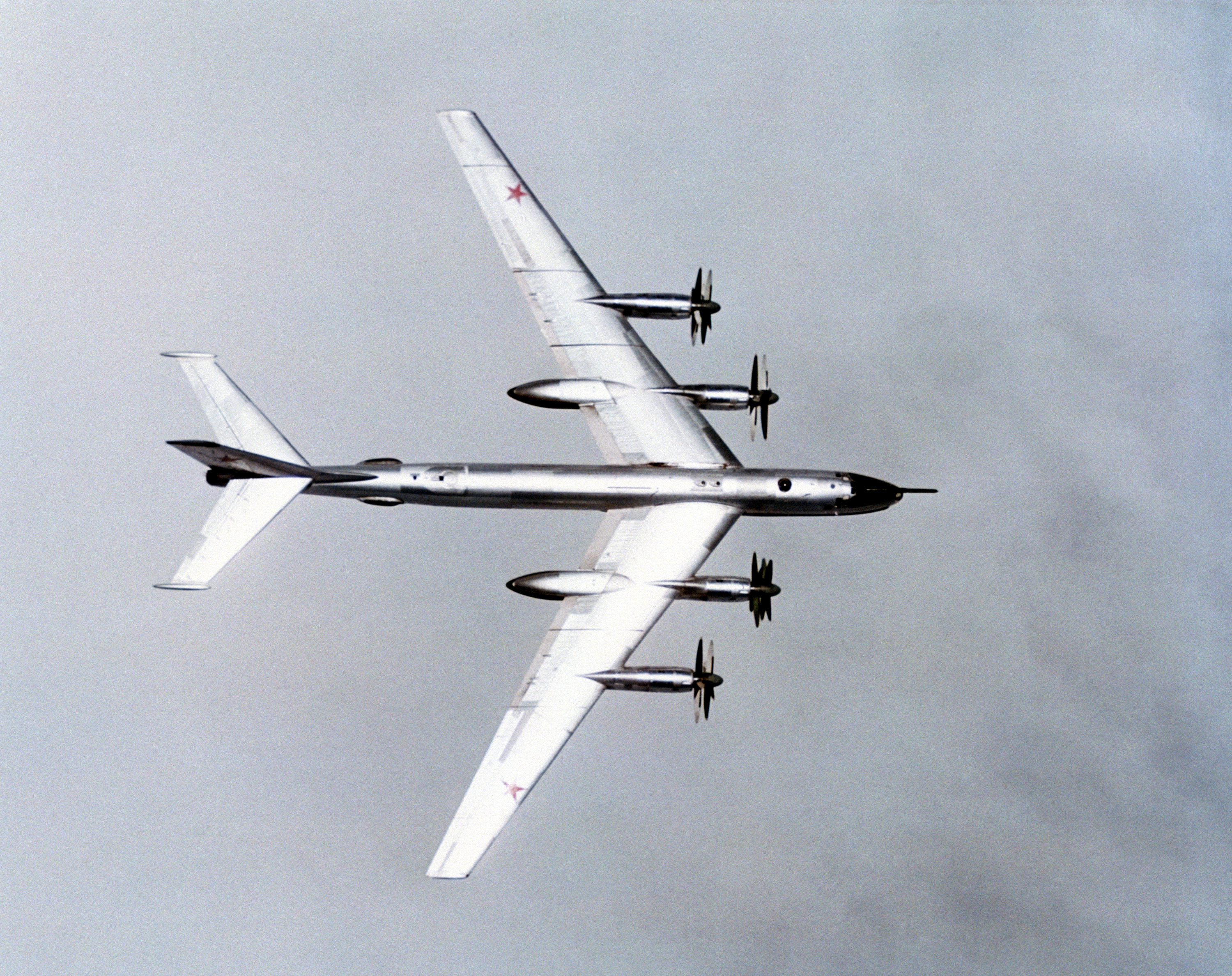
Tu-95 nhìn từ phía trên

Việc phát triển chiếc Tu-95 sử dụng động cơ tuốc binh cánh quạt đã bắt đầu từ thập niên 1950 với mục đích trở thành một chiếc máy bay ném bom liên lục địa khi chiếc Tu-4 cho thấy các động cơ piston không đủ sức mạnh để đảm nhận vai trò đó, và các động cơ phản lực AM-3 của chiếc máy bay ném bom phản lực liên lục địa Sukhoi T-4 đang được đề xuất không có đủ tầm hoạt động.
Việc phát triển Tu-95 đã được chính phủ chính thức thông qua ngày 11 tháng 7 năm 1951, nguyên mẫu đầu tiên 95/1 được thử nghiệm ngày 12 tháng 11 năm 1952. Việc chế tạo hàng loạt bắt đầu tháng 1 năm 1956.
Ban đầu Bộ quốc phòng Mỹ không coi trọng chiếc Tu-95, bởi các ước tính cho thấy rằng có tốc độ tối đa 644 km/h (400 mph) với tầm hoạt động 12.500 km (7800 dặm). Những con số này đã được sửa đổi tăng thêm nhiều lần.

## Biểu tượng thờiChiến tranh Lạnh

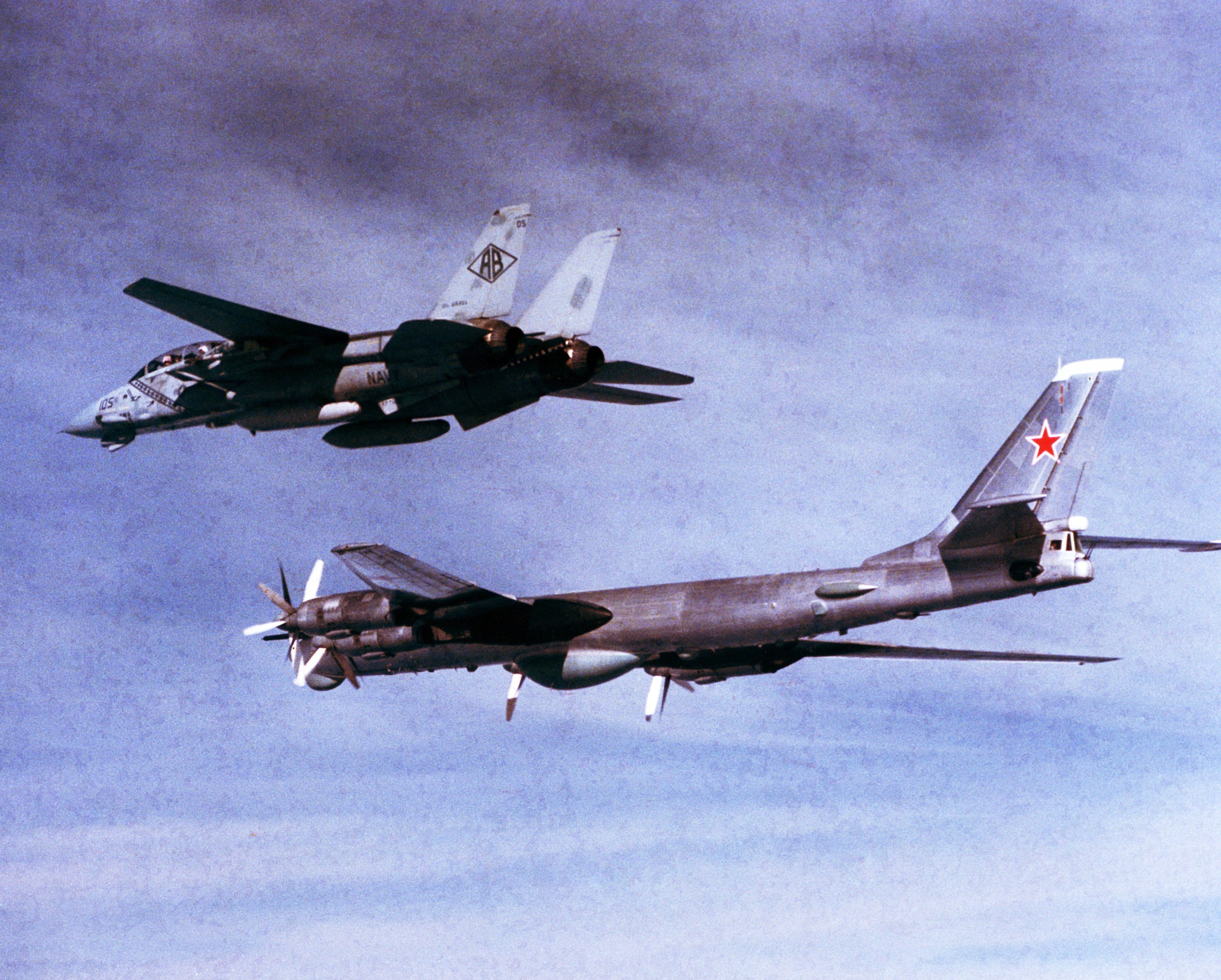
Tiêm kích F-14 Tomcat của Hải quân Hoa Kỳ giám sát Tu-95RT trong cuộc tập trận Ocean Safari năm 1985 của NATO

Biến thể Tu-95RT đã trở thành một biểu tượng thực sự của Chiến tranh Lạnh bởi nó đảm nhận nhiệm vụ tuần tra biển và tiếp cận mục tiêu tối quan trọng cũng như là một phương tiện triển khai trên không cho các loại vũ khí cũng như tên lửa hành trình. Vẻ ngoài của nó dễ nhận biết bởi một radar lồi lớn dưới thân dùng để tìm kiếm và nhắm mục tiêu như tàu chiến, đặc biệt là các hàng không mẫu hạm. Hải quân Mỹ đặt ưu tiên cao cho việc ngăn chặn máy bay Tu-95RT từ bán kính ít nhất hai trăm dặm từ tàu sân bay với những chiếc tiêm kích đánh chặn F-14 Tomcat của họ, chúng sẽ luôn ở vị trí hộ tống sẵn sàng tiêu diệt con mồi nếu có đủ điều kiện của Các quy tắc Giao chiến. Vị trí pháo thủ đuôi thường để vị trí nòng súng chĩa lên trên để không gây hiểu lầm với các máy bay đánh chặn. Tương tự, các Nguyên tắc Giao chiến của NATO với những chiếc máy bay đánh chặn giới hạn các phi đội dùng radar kiểm soát bắn của họ khóa chiếc Tu-95 để không bị hiểu nhầm là một hành động thù địch. Trong các chiến dịch tại Vestfjord năm 1985 một phần của cuộc tập trận Ocean Safari của NATO, tàu sân bay USS America (CV-66) hoạt động chính xác ở những phía dốc của vịnh nhằm tránh dải radar tìm kiếm băng tần I của chiếc máy bay tuần tra Tu-95RT phát đi để định vị Nhóm Chiến đấu Mỹ, nhóm này đã chơi trò "mèo vờn chuột" trong nhiều tuần lễ với những chiếc Tu-95RT được gửi tới hàng ngày để định vị vị trí của họ sau khi họ tới Greenland-Iceland-Vương quốc Anh/GIUK gap. Những chiếc Tomcat của Mỹ cho thấy khả năng ngăn chặn được những chiếc Tu-95RT ở khoảng cách lên tới 1.000 dặm từ Nhóm Chiến đấu. Trong thời kỳ đỉnh điểm cuộc Chiến tranh Lạnh, tầm hoạt động của Tu-95 đã được chứng minh hàng tuần khi hai chiếc Tu-95 bay từ bán đảo Kola tới Cuba xuôi theo bờ biển phía đông Hoa Kỳ và luôn được hộ tống trên suốt chặng đường.

## Bom hạt nhân
Tu-95 cũng đã ném quả bom hạt nhân có sức công phá lớn nhất trong lịch sử nhân loại mang tên Tsar Bomba (với đương lượng nổ lên tới 50 megaton) tại bán đảo Kola vào năm 1961.

## Nguy cơ từ trên không

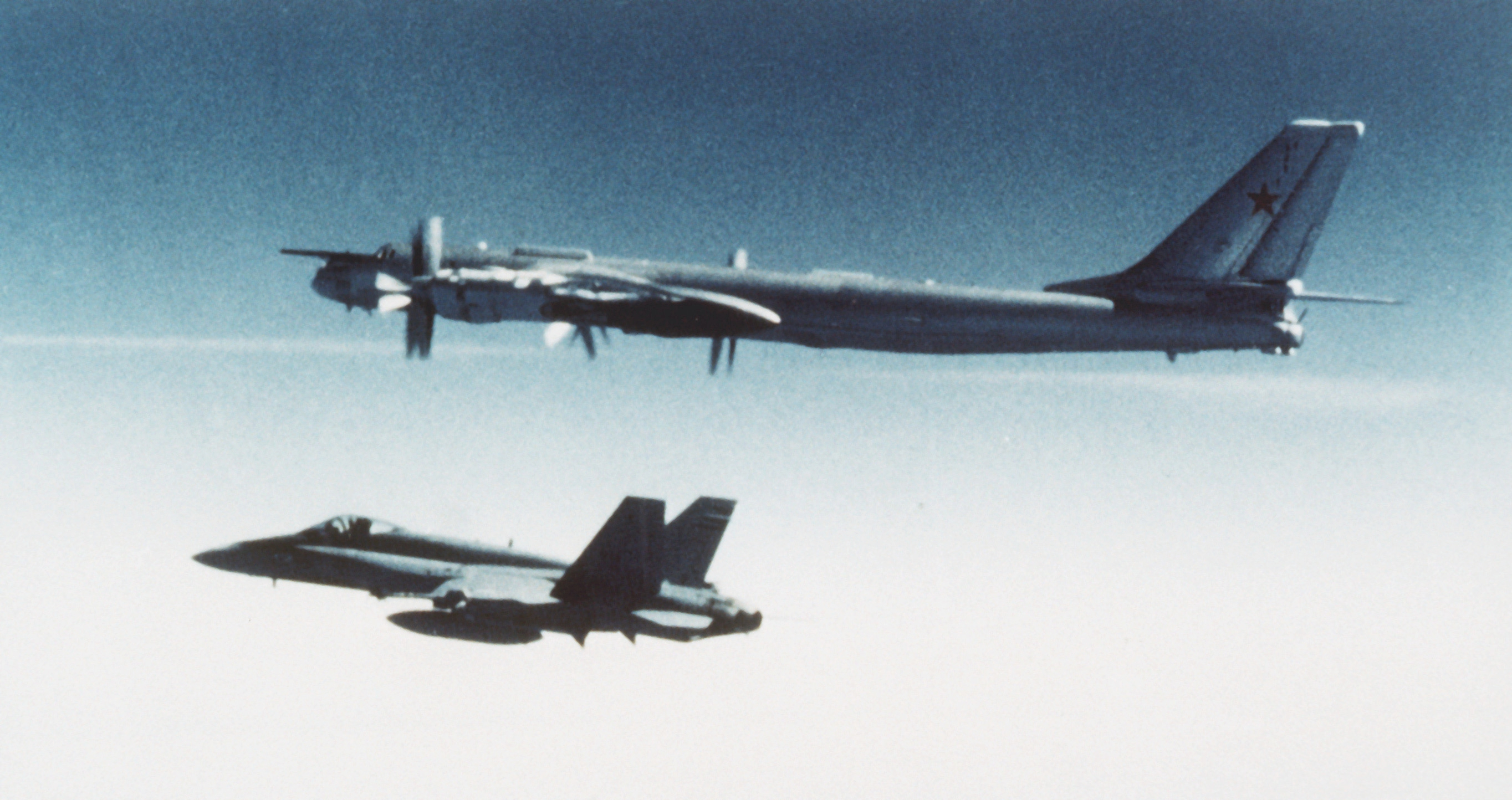
Tu-95 bị một chiếc tiêm kích F/A-18 Hornet của Hải quân Hoa Kỳ ngăn chặn

Những chiếc máy bay tiêm kích phương Tây thường được phái tới ngăn chặn những chiếc Tu-95 khi chúng thực hiện các phi vụ dọc theo vùng ngoại biên không phận NATO, thường ở khoảng cách rất gần. Điều này thỉnh thoảng cũng dẫn tới những cuộc trao đổi không chính thức giữa phi đội bay hai bên. 

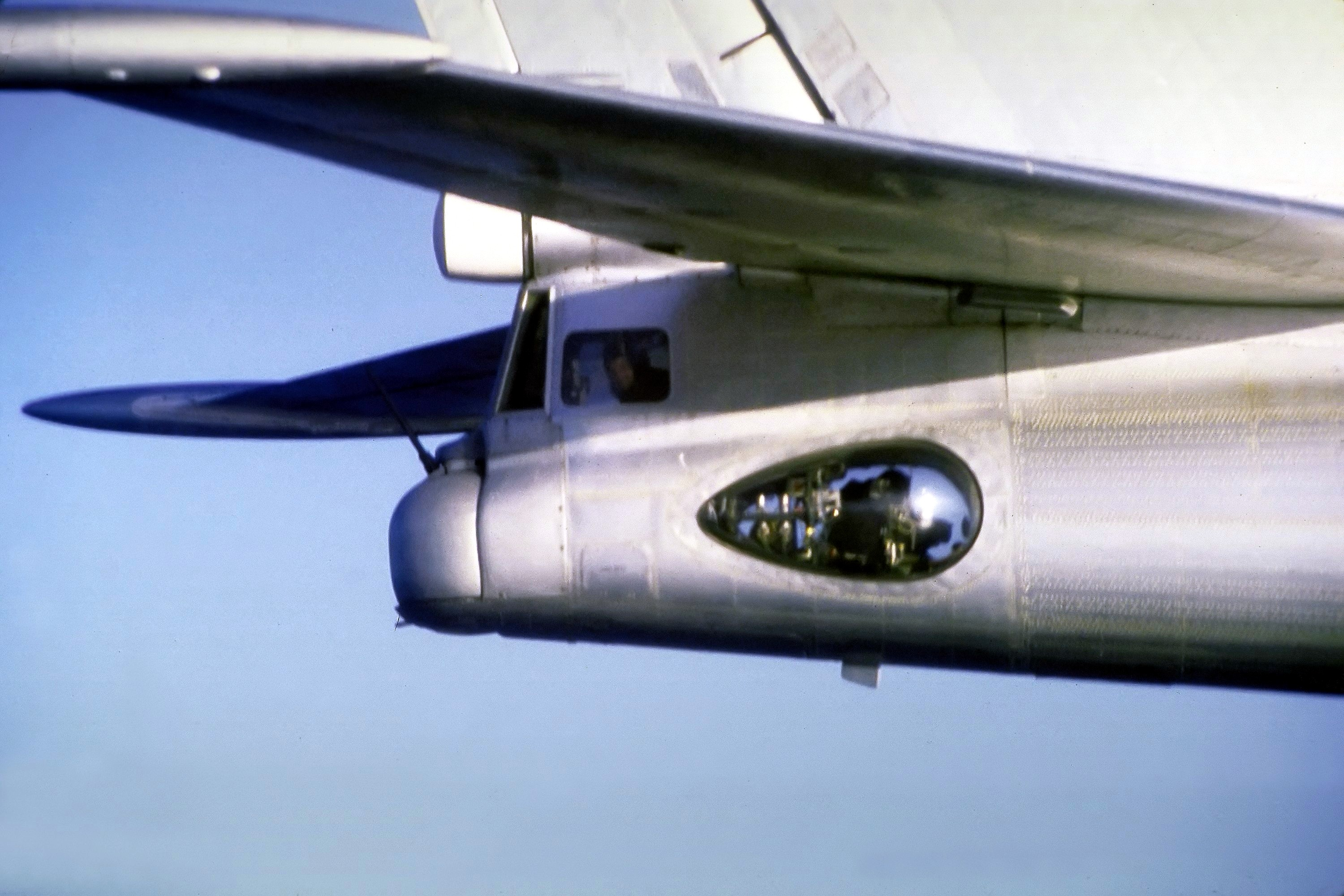
Cận cảnh đuôi một chiếc Tu-95

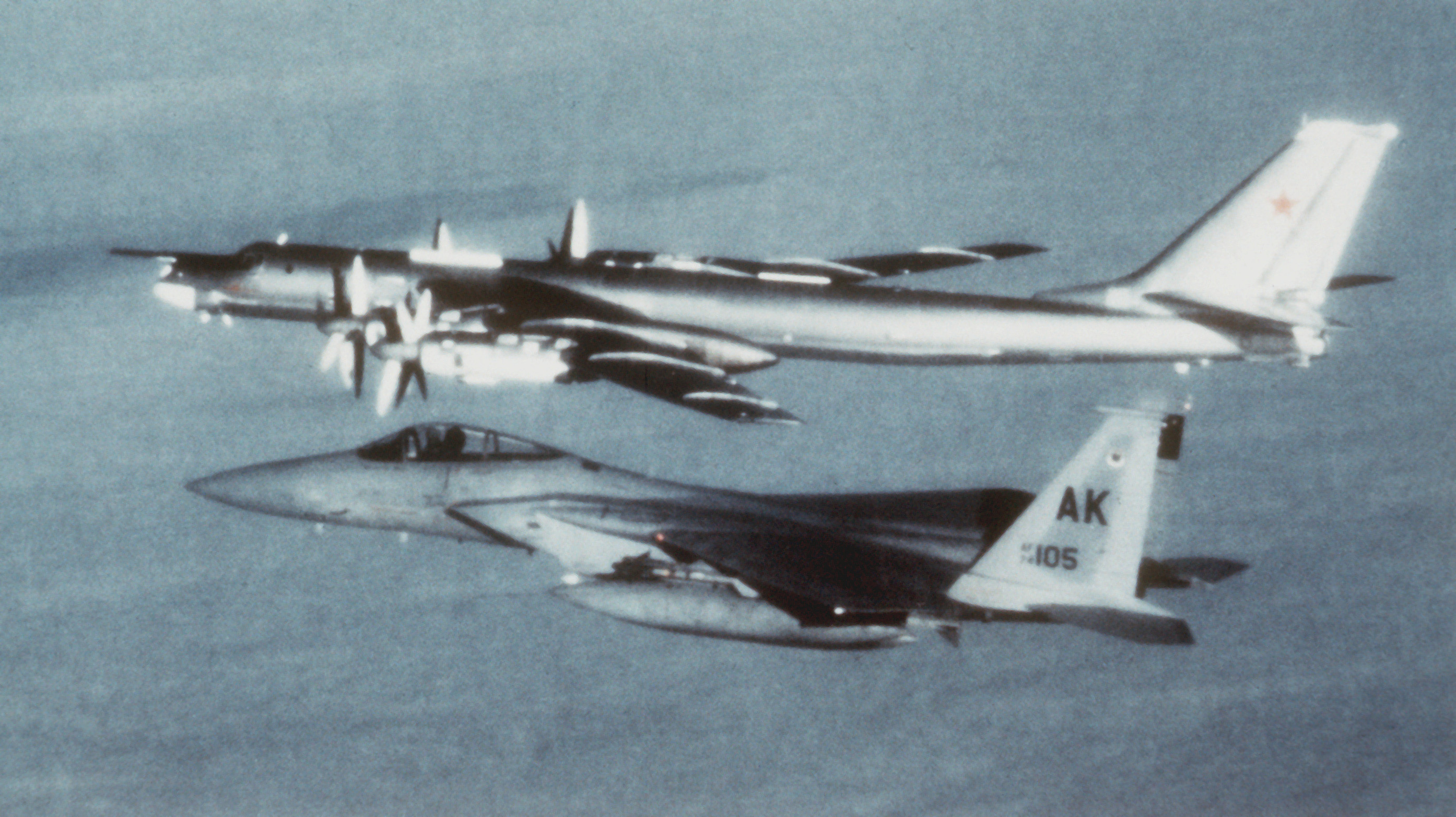
Tu-95MS bị một chiếc F-15 Eagle của Không quân Hoa Kỳ giám sát

Liên quan tới khả năng hoạt động của chiếc máy bay, đã có báo cáo của nhiều phi công chiến đấu cho rằng chiếc Tu-95 có khả năng tăng tốc vượt họ ở một khoảng cách ngắn, đặc biệt với SEPECAT Jaguar. Cũng có những câu chuyện kể rằng các phi công Liên Xô bất ngờ đổi hướng khiến những chiếc máy bay hộ tống lệch hướng bay và nhanh chóng mất tốc độ. Tuy nhiên, trong thập niên 1980 một chiếc F-16 của Không quân Hoàng gia Na Uy đã va chạm với một chiếc Tu-95 khi hộ tống nó ngoài không phận Na Uy. Rõ ràng, viên phi công Na Uy đã tiếp cận ngày càng gần vào chiếc Tupolev trước khi bị cuốn vào dòng khí của cánh quạt khiến một mấu cánh chiếc F-16 bị xé rách. Cả hai chiếc máy bay đều hạ cánh an toàn.

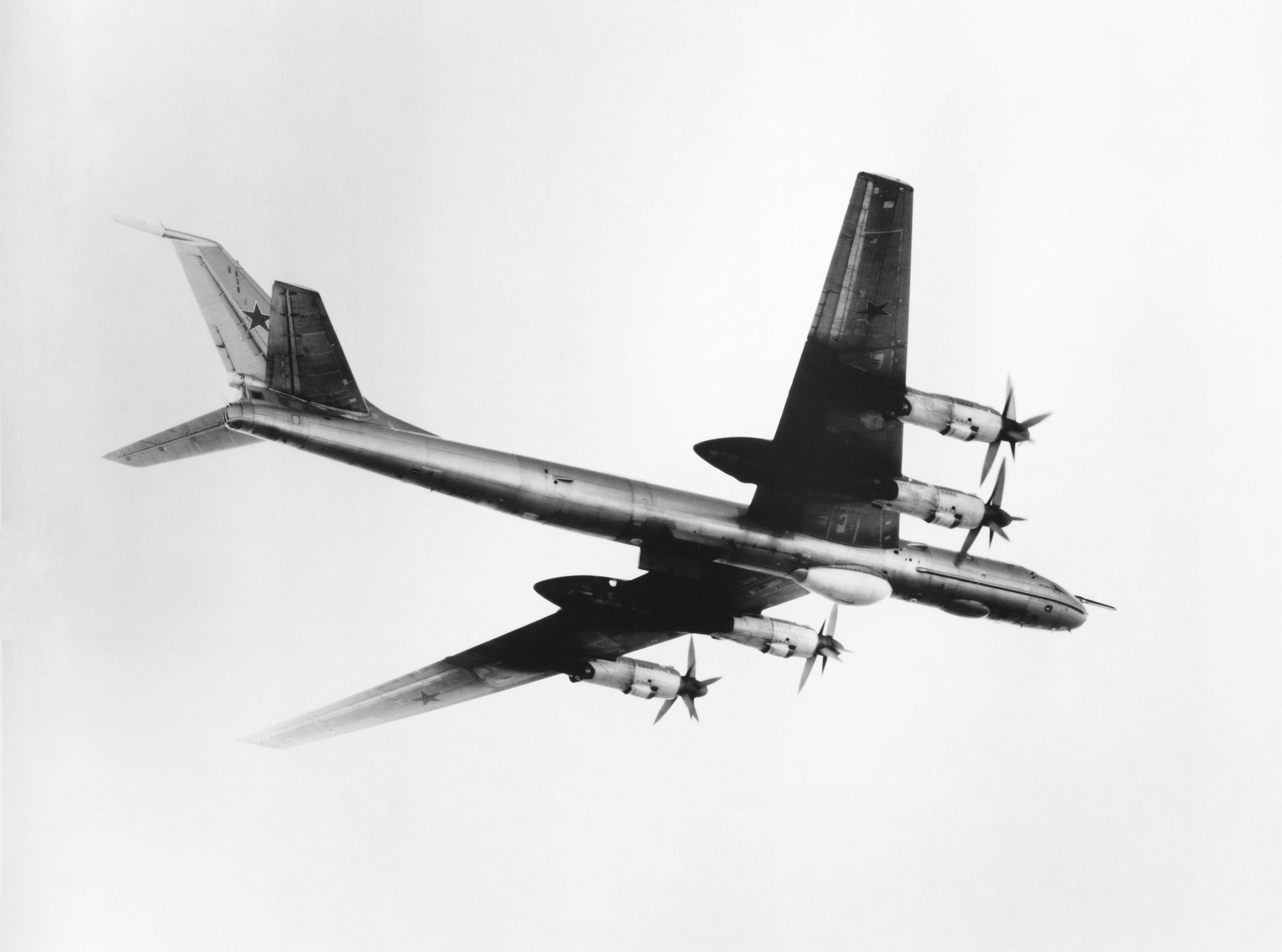
Tu-142M Bear F

Tới cuối năm 1999, những chiếc Tu-95 của Nga, thường bay thành cặp, và đã xuất hiện ở khoảng cách gây chú ý trên tuyến đường bay Iceland/Greenland tại Bắc Đại Tây Dương và tuyến Alaska/Biển Bering tại Bắc Thái Bình Dương. Tháng 6 năm 1999, những chiếc Tu-95, cùng hai chiếc Tu-160 đã quay trở lại sau khi bị các máy bay chiến đấu Mỹ ngăn chặn, việc này diễn ra một lần nữa vào tháng 9 nhưng những chiếc Tu-95 quay trở về mà không tiến hành giao tiếp thông tin.
Ngày 29 tháng 9 năm 2006 những chiếc CF-18 của Canada cất cánh từ CFB Cold Lake ở Trung Alberta và những chiếc F-15 của Hoa Kỳ từ một căn cứ không quân tại Alaska đã ngăn chặn "một số chiếc Tu-95 Bear của Nga mang nặng bom đang tham gia vào một cuộc tập trận hàng năm của Không quân Nga dọc bờ biển Alaska và Canada." Những chiếc máy bay này phải cất cánh ngăn chặn vì những chiếc máy bay ném bom đang xâm nhập Vùng Xác định Phòng không Bắc Mỹ.
Tháng 5 năm 2007, Không quân Hoàng gia Anh đã cho hai chiếc máy bay chiến đấu Tornado F3 cất cánh từ RAF Leuchars ở Scotland để ngăn chặn một chiếc Tu-95 đang quan sát cuộc tập trận Neptune Warrior của Hải quân Hoàng gia Anh..
Tháng 7 năm 2007, hai chiếc F-16 của Không quân Hoàng gia Na Uy và sau đó là hai chiếc Tornado F3 của Không quân Hoàng gia Anh từ RAF Leeming ở Anh đã ngăn chặn hai chiếc Tu-95 của Không quân Nga khi chúng được cho là đang bay dọc theo bờ biển Na Uy về hướng Scotland.
Tháng 8 năm 2007, hai chiếc Tu-95 bay về hướng căn cứ quân sự Mỹ tại Guam, và đã bị những chiếc máy bay chiến đấu Mỹ chặn lại. Sự việc này, làm nhớ lại thời kỳ Chiến tranh Lạnh, một lần nữa xảy ra khi Nga phát triển một chính sách ngoại giao quyết đoán hơn. Thiếu tướng Pavel Androsov thuộc Không quân Nga đã phát biểu trong một cuộc họp báo rằng "Vào thứ Tư, chúng tôi đã tái thực hiện truyền thống khi các phi công trẻ của chúng tôi bay tới Guam trên hai chiếc máy bay. Họ đã mỉm cười với các đồng nghiệp xuất kích từ một tàu sân bay Mỹ và sau đó quay về nhà." 

## Tình trạng hiện tại và tương lai
Tất cả những chiếc Tu-95 hiện đang hoạt động tại Nga và Ukraine đều là biến thể Tu-95MS, được chế tạo trong thập niên 1980 và 1990. Việc phát triển một loại tên lửa không đối đất mới để thay thế tên lửa hành trình Raduga Kh-55 (NATO: AS-15 'Kent') đã được tiến hành từ đầu thập niên 1990, dù vì các vấn đề kỹ thuật và khó khăn tài chính, nó đã bị hủy bỏ.

## Biến thể
- Tu-95/1 - Nguyên mẫu.
- Tu-95/2 - Nguyên mẫu.

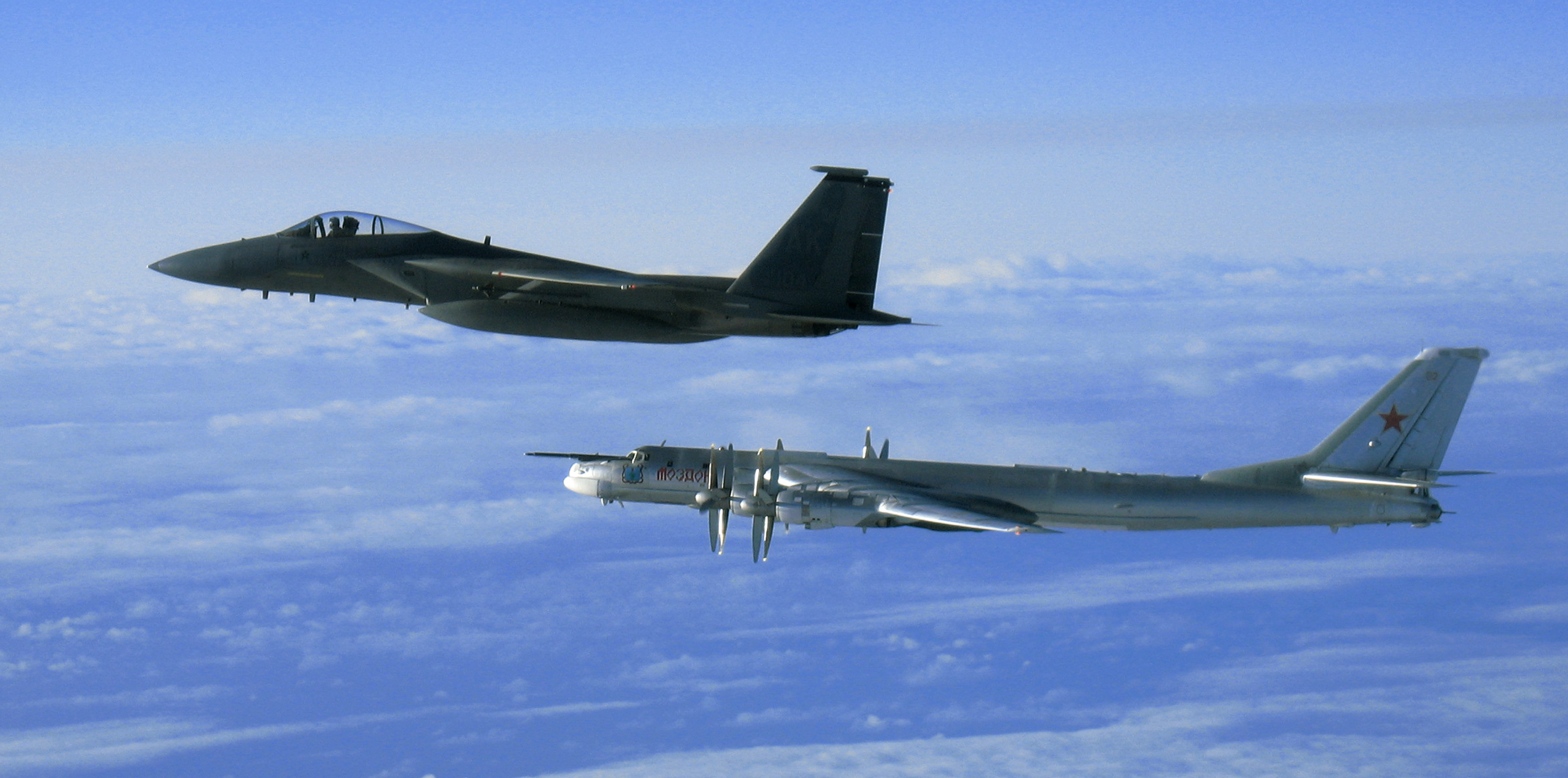
Một chiếc F-15C Eagle của Mỹ ngăn chặn một chiếc Tu-95MS của Nga ngoài khơi bờ biển Alaska ngày 28 tháng 9 năm 2006.

- Tu-95K - Phiên bản thực nghiệm để thả một chiếc máy bay phản lực MiG-19 SM-20 từ trên không.
- Tu-95M-55 - Mang tên lửa không đối đất.
- Tu-96 - dự án máy bay ném bom tốc độ cao, chưa bao giờ cất cánh.
- Tu-119 - Dự án máy bay dùng năng lượng hạt nhân. Giống như Tu-96, nó chưa bao giờ cất cánh.
- Tu-142LL (Letayushchaya Laboratoriya - Flying Laboratory) - Máy bay thí nghiệm động cơ.
- Bear A (Tu-95/Tu-95M) - Biến thể căn bản của loại máy bay ném bom chiến lược tầm xa và là mẫu duy nhất không được trang bị cần tiếp dầu trên không.
- Bear-A (Tu-95U - Uchebniy) - Phiên bản huấn luyện.
- Bear B (Tu-95K/Tu-95KD) - Được thiết kế để mang tên lửa không đối đất Raduga Kh-20 (NATO: AS-3 'Kangaroo'). Máy bay Tu-95KD là chiếc đầu tiên được trang bị mũi tiếp dầu.
- Bear C (Tu-95KM) - Các phiên bản sửa đổi và cải tiến của Bear B, đáng chú ý nhất là các hệ thống trinh sát cải tiến. Các hệ thống này sau đó lại được chuyển đổi thành cấu hình Bear G.

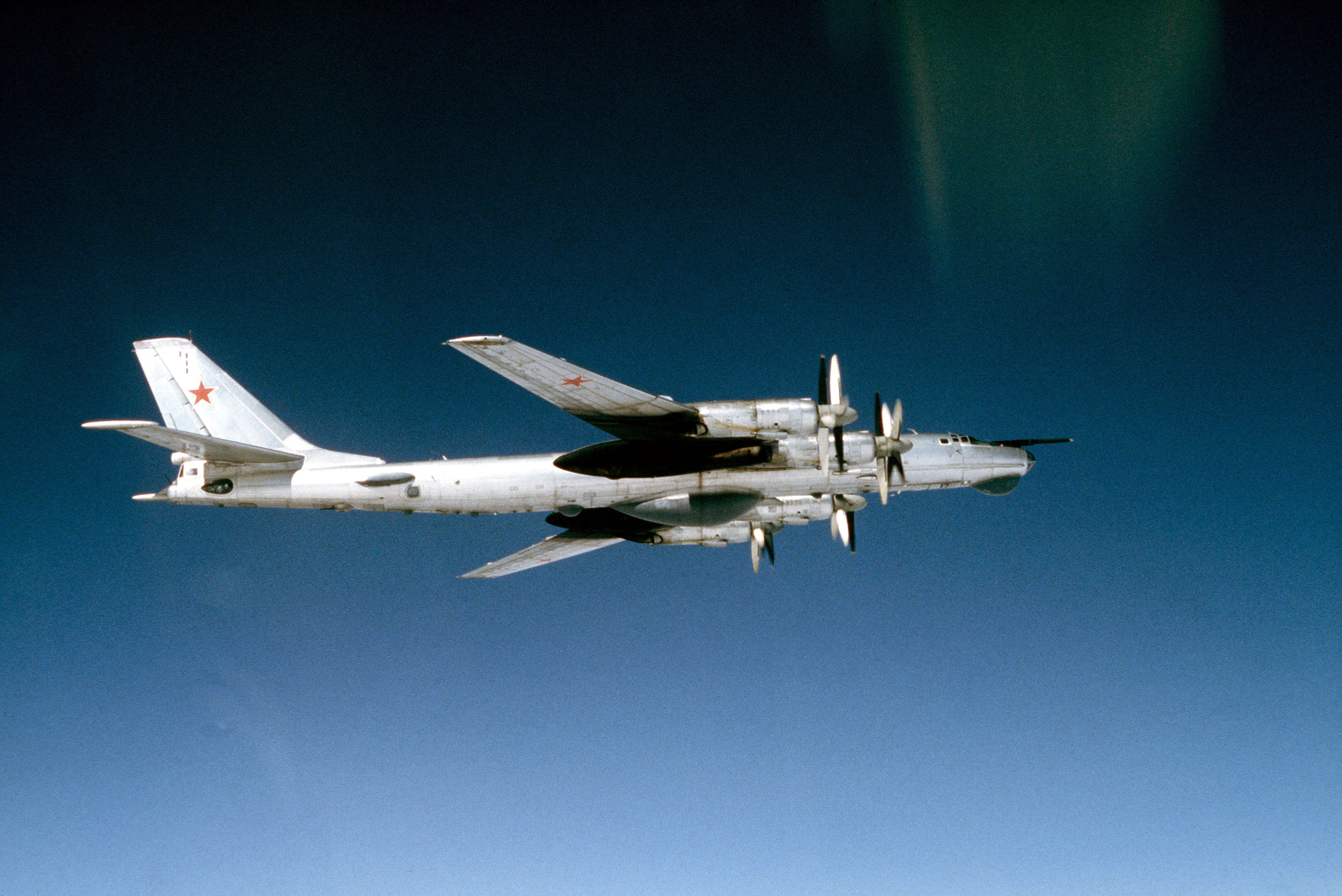
Tu-95RTs Bear D.

- Bear D (Tu-95RTs - Razvedchik - Tselev ukazatel') - Biến thể của cấu hình Bear A căn bản, được thiết kế lại để hoạt động trinh sát trên biển và nhắm mục tiêu cũng như trinh sát điện tử (ELINT) hoạt động trong Không quân Hải quân Xô viết. Chiếc máy bay này xuất hiện trong techno-thriller Red Storm Rising của Tom Clancy.
- Bear E (Tu-95MR) - Bear A được chuyển đổi để thực hiện nhiệm vụ trinh sát chụp ảnh và được chế tạo cho Hải quân Liên Xô.
- Bear F (Tu-142/Tu-142M) - Ban đầu được thiết kế làm máy bay tuần tra trên biển bổ sung cho loại Bear D, Bear F phát triển trở thành chiếc máy bay chống tàu ngầm (ASW) đầu tiên của Hải quân Liên Xô trong Chiến tranh Lạnh. Các biến thể chống tàu ngầm được đặt tên định danh là Tu-142M2 (Bear F Mod 2), Tu-142M3 (Bear F Mod 3), và Tu-142M4 (Bear F Mod 4). Chiếc máy bay này xuất hiện trong bộ phim năm 1990 The Hunt for Red October của Tom Clancy.
- Bear G (Tu-95K22) - Chuyển đổi những chiếc ném bom Bear cũ, để mang tên lửa chống hạm Raduga Kh-22 (NATO: AS-4 'Kitchen') và được trang bị các hệ thống điện tử hiện đại.

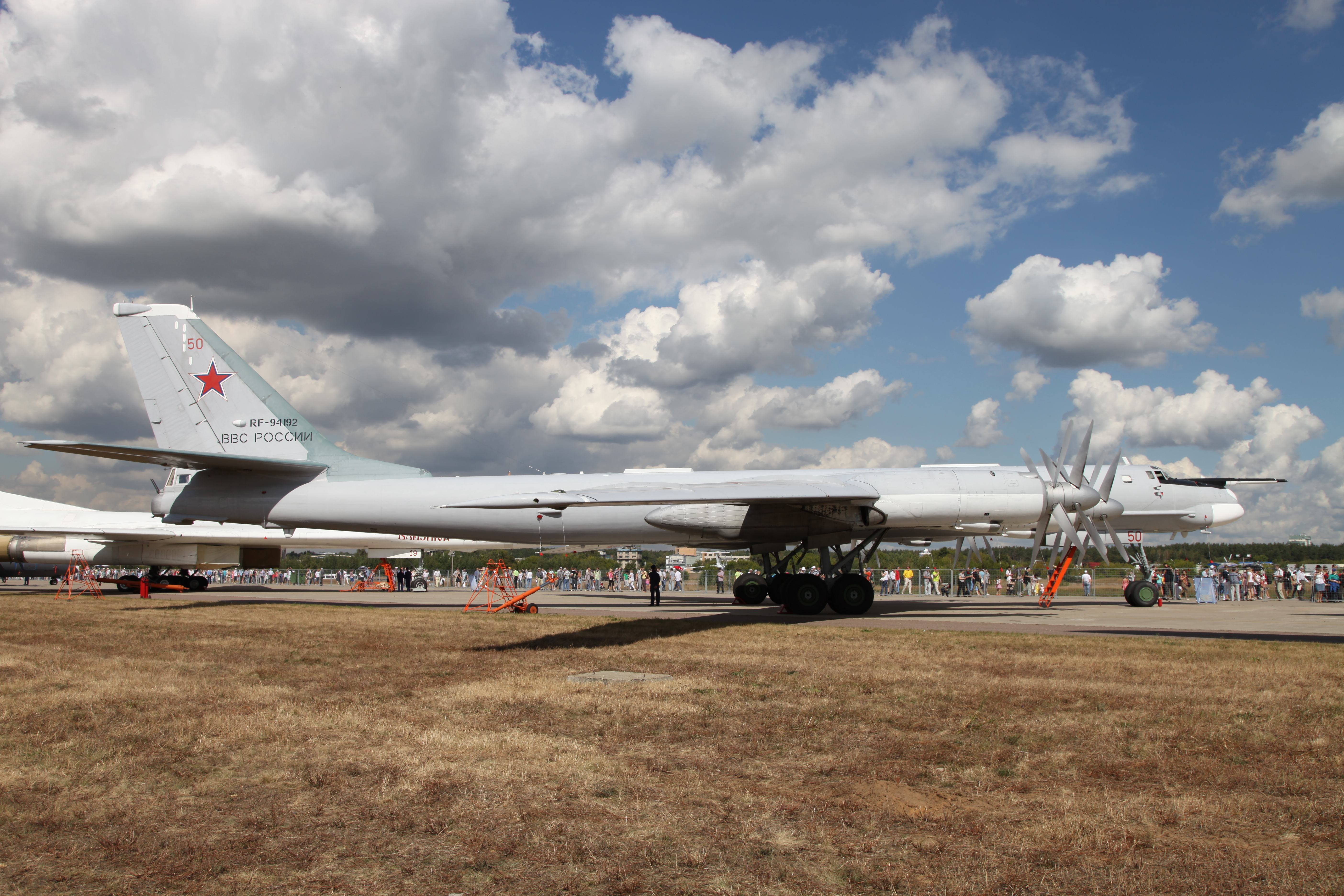
Tu-95MS

- Bear H (Tu-95MS/Tu-95MS6/Tu-95MS16) - Máy bay triển khai tên lửa hành trình hoàn toàn mới dựa trên khung chiếc Tu-142. Biến thể này trở thành bệ phóng của tên lửa hành trình Kh-55 (AS-15 Kent). Bear-H là tên do giới quân sự Mỹ đặt cho Tu-142 trong khoảng thời gian trước thập niên 1980 khi họ còn chưa biết tên định danh của nó.
- Bear J (Tu-142MR - Morskoy Razvedchik) - Biến thể của Bear F được chuyển đổi để sử dụng trong viễn thông tàu ngầm cũng như chỉ huy, kiểm soát và viễn thông (C3) khác.
- Bear T (Tu-95U) - Biến thể huấn luyện, được chuyển đổi từ những chiếc Bear A nhưng hiện đều đã nghỉ hưu.

Nhiều biến đổi dựa trên khung căn bản của loại Tu-95/Tu-142 đã tồn tại nhưng chúng phần lớn không được giới tình báo phương Tây công nhận hay chưa bao giờ đạt tới giai đoạn hoạt động trong quân đội Xô viết. Một trong những chiếc như vậy, được gọi là Tu-95V, đã được dùng để ném quả bom hạt nhân Tsar Bomba.

## Bên sử dụng

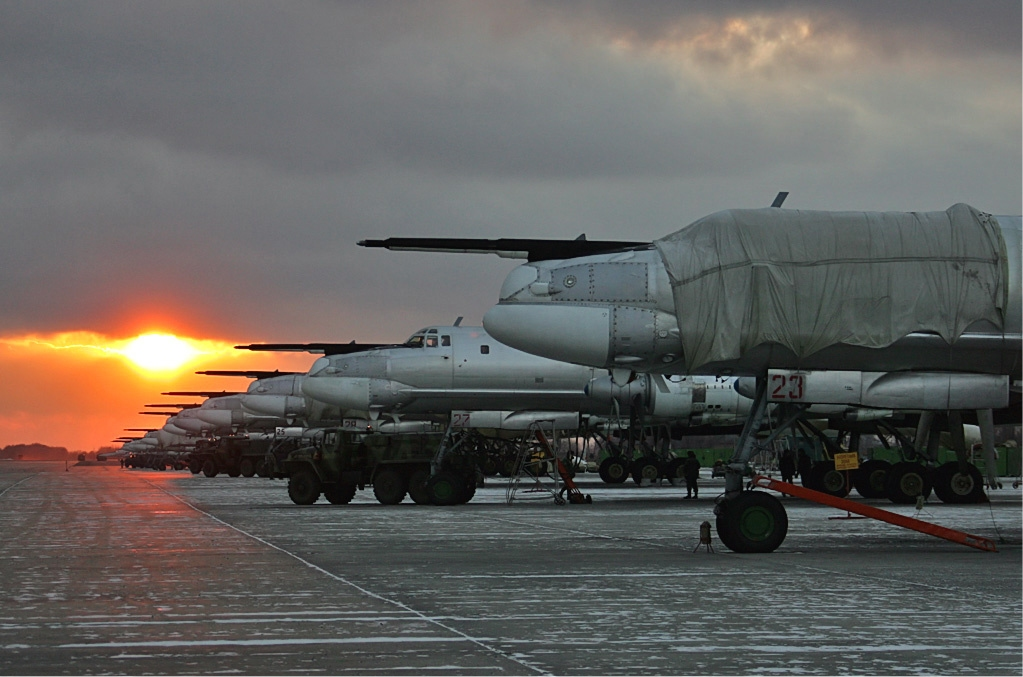
Tu-95 tại căn cứ không quân Engels

### Hiện tại
- Nga: 60 chiếc đang hoạt động (năm 2017)

### Trước kia
- Liên Xô (được chuyển giao lại cho Nga và Ukraine)
- Ukraina

## Đặc điểm kỹ thuật (Tu-95MS)

### Đặc điểm chung
- Phi đội: Bảy người - hai phi công, một pháo thủ đuôi, bốn người làm những nhiệm vụ khác
- Chiều dài: 49.50 m (162 ft 5 in)
- Sải cánh: 51.10 m (167 ft 8 in)
- Chiều cao: 12.12 m (39 ft 9 in)
- Diện tích cánh: 310 m² (3.330 ft²)
- Trọng lượng rỗng: 90.000 kg (198.000 lb)
- Trọng lượng cất cánh tối đa: 188.000 kg (414.500 lb)
- Động cơ: 4 động cơ tuốc bin cánh quạt Kuznetsov NK-12MV, 11.000 kW (14.800 shp) mỗi chiếc

### Tính năng hoạt động
- Tốc độ tối đa: 925 km/h (500 kt, 575 mph)
- Tầm bay: 15.000 km (8.100 nm, 9.400 mi)
- Trần bay: 12.000 m (39.000 ft)
- Tốc độ lên: 10 m/s (2.000 ft/min)
- Chất tải cánh: 606 kg/m² (124 lb/ft²)
- Công suất/trọng lượng: 235 W/kg (0.143 hp/lb)

### Trang bị vũ khí
- Súng: 1 hay 2× pháo AM-23 23 mm ở tháp pháo đuôi
- Tên lửa: Lên tới 15.000 kg (33.000 lb), gồm các loại tên lửa hành trình không đối đất Kh-20, Kh-22, Kh-26, Kh-55 và Kh-15
- Bom: Bom công dụng chung FAB-250, FAB-500, FAB-1500

## Chủ đề liên quan
- Máy bay liên quan
  - Tupolev Tu-96
  - Tupolev Tu-99
  - Tupolev Tu-114
  - Tupolev Tu-116
  - Tupolev Tu-119
  - Tupolev Tu-126
  - Tupolev Tu-142
- Máy bay tương tự
  - Boeing B-52 Stratofortress
- Danh sách
  - Danh sách máy bay ném bom
  - Danh sách máy bay quân sự Liên bang Xô viết và CIS
- Dãy định danh
  - Dãy của Tupolev: Tu-89 - Tu-90 - Tu-91 - Tu-95 - Tu-96 - Tu-98 - Tu-99
- Dãy của Không quân Xô viết: Tu-12 - Tu-14 - Tu-16 - Tu-20 - Tu-22/Tu-22M - Tu-24 - Tu-26
- Xem thêm
  - Tupolev Tu-160